# Bartal Aurél
Bartal Aurél (Pozsony, 1856. február 25. – Damazérkarcsa, 1931. május 13.) jogász, országgyűlési képviselő. 1919 előtt Pozsony vármegye és Pozsony város főispánja, kormánybiztos.

## Élete
A csehszlovák államfordulat után 1919-ben a Pozsony megyei ideiglenes törvényhatósági bizottság tagja. 1920-ban szükségesnek tartotta, hogy „a Szlovenszkó területén élő kisebbségek egységesen lépjenek fel elveik és érdekeik érvényesítéséért“ a  csehszlovák állam irányában.

## Művei
- A beleházi és ethrekarchai Bartal család. Karcag, 1937.
- Baán Kálmán ism.: Bartal Aurél: A Beleházi és Ethrekarchai Bartal család. Magyar Családtörténeti Szemle, 1938/6–7. 184–185.
- Baán Kálmán közli: Bartal Aurél: Fadd monográfiája.
- Magyar Családtörténeti Szemle, 1941/8. 191–192.
- A csallóközi Karcsák és a Karcsaiak a középkorban, 1941
- Baán Kálmán ism.: Bartal Aurél: A csallóközi Karcsák és a Karcsaiak a középkorban.
- Magyar Családtörténeti Szemle, 1942/7. 166–168. (Helyesbítés: /8. 192. /F/.)